# 新百合ヶ丘駅
新百合ヶ丘駅（しんゆりがおかえき）は、神奈川県川崎市麻生区万福寺一丁目にある、小田急電鉄の駅である。駅番号はOH 23。
駅長所在駅で、町田管区新百合ヶ丘管内として、多摩線（新百合ヶ丘駅 - 唐木田駅）を管理している。小田原線と多摩線の分岐駅で、一部の特急列車を除き小田急電鉄で扱う全ての列車種別が停車する唯一の駅である。
駅周辺地域である新百合ヶ丘は「しんゆり」の略称で呼称されることもある。

## 乗り入れ路線
- 小田急電鉄 - 駅番号はOH 23
  -  小田原線
  -  多摩線 - 当駅が起点。

## 歴史
一部の特急ロマンスカーが停車するなど川崎市麻生区の代表駅となっているが、歴史的には新しい駅である。
- 1974年（昭和49年）6月1日：開業。カーブ緩和のため南東側に線路を移設して、そこに駅を設置している。開業の経緯は小田急多摩線の歴史を参照。急行・準急・各駅停車（多摩線は各駅停車のみの運転）の停車駅となる。
- 1977年（昭和52年）：「川崎市都市計画新百合丘駅周辺特定土地区画整理事業」が事業着工し、駅前の開発が始まる[3]。
- 1984年（昭和59年）：「川崎市都市計画新百合丘駅周辺特定土地区画整理事業」の事業終了[3]。
- 1986年（昭和61年）：バス乗り場が整備される。それまで百合ヶ丘駅発着だった多くの路線バスが当駅発着となり、そのため乗降客数が急増する。
- 2000年（平成12年）12月2日：多摩線直通の特急ロマンスカー「ホームウェイ」号の運行開始に伴い、特急ロマンスカー停車駅となる。同時に、多摩線での急行運行も開始。
- 2002年（平成14年）3月23日：特急ロマンスカー「サポート」「えのしま」号の停車駅となる。また、多摩急行と湘南急行運転開始に伴い、両種別の停車駅となる[4]。
- 2004年（平成16年）12月11日：快速急行と区間準急の停車駅となる。特急ロマンスカーの愛称変更に伴い、「サポート」の代わりに「はこね」「さがみ」号の一部列車の停車駅となる[5]。
- 2007年（平成19年）11月23日：エレベーター専用口開設。同時に、エレベーターが使用を開始。
- 2008年（平成20年）3月1日：従来より設置されている改札口を中央西改札口に、エレベーター専用口を中央東改札口に改称。同時に、新宿方に新たに設置されたエスカレーターを供用開始。
- 2012年（平成24年）3月17日：JR御殿場線の御殿場駅まで直通する特急ロマンスカー「あさぎり」(現・ふじさん)号の停車駅となる。
- 2014年（平成26年）1月：駅ナンバリング（OH23）が導入され、使用を開始[6]。
- 2018年（平成30年）3月17日：ダイヤ改正より小田原線に通勤急行と通勤準急が新設され、停車駅となる[7]。
- 2020年（令和2年）2月17日：駅周辺で小田急がオンデマンド交通「しんゆりシャトル」実証実験運行開始（3ヶ月間限定）[8]。
- 2023年（令和5年）11月15日：8両編成の停止位置目標が変更。

### 駅名の由来
多摩線開業に伴って開設された「新しい駅」であり、隣駅である「百合ヶ丘」の名前が既にニュータウンの町名として定着していたことから、「新百合ヶ丘」となる。

## 駅構造
島式ホーム3面6線の地上駅で、橋上駅舎を有している。

### のりば
| ホーム | 路線              | 方向 | 行先                                        | 備考 |
| ------ | ----------------- | ---- | ------------------------------------------- | --- |
| 1      | 小田原線          | 下り | 小田原・片瀬江ノ島方面                      | 主に下り各駅停車が退避に使用。 |
| 2      | 小田原線・ 多摩線 | 下り | - 小田原・片瀬江ノ島方面 - 一部の唐木田方面 | 主に町田方面速達列車。一部の唐木田行きも使用。                                                                                             |
| 3      | 小田原線・ 多摩線 | 下り | - 唐木田方面 - 一部の小田原方面             | 一部の当駅始発と、小田原線から直通してくる多摩線唐木田行き。夕方以降は、町田方面の特急ロマンスカー、東京メトロからの急行伊勢原行きも使用。 |
| 4      | 多摩線            | 下り | 唐木田方面                                  | 当駅始発の各駅停車唐木田行 |
| 5      | 小田原線          | 上り | 新宿・ 千代田線方面                         | 多摩線から小田原線への直通電車 |
| 6      | 小田原線          | 上り | 新宿・ 千代田線方面                         | |

- 小田原線は2・5番ホームが主本線、1・6番ホームが待避線になっている。特急ロマンスカーは下り2番ホーム(夜間の一部は3番ホーム)、上り5番ホームを使用し、副本線は使用しない。ただし、6番ホームに発着する町田方面からの速達列車は多数設定されている。日中は5番ホームを多摩線からの急行が使用するため、全ての快速急行が6番ホームを使用し、急行と快速急行での対面乗り換えが可能になっている。
- 多摩線は3番ホームが主本線、4番ホームが副本線である。小田原線からの多摩線直通電車は主に3番線(2番線の列車も設定されている)を使用し、日中においては全ての電車が3番ホームから発着し、4番ホームは使用されない。
- 多摩線から小田原線に直通する上り電車は5番ホームに発着する。2・3番ホームには多摩線・小田原線両方の電車が入線しており、3番ホームに停車する小田原方面速達列車の次の停車駅が町田駅であることから、3番ホームの駅名標の次駅表記には町田が併記されている。また2番ホームの駅名標の次駅表記には五月台が併記されている。
- 平日夕夜間は、電車の詰まりを防止するため、特急ロマンスカー、千代田線からの急行伊勢原行きは3番ホームから発車し、多摩線の各駅停車唐木田駅行に接続する。
- 夜間時間帯には小田原線の電車で多摩線ホームに到着する当駅止まりの電車がある。
- 当駅では上下とも、終日緩急接続が行われる。下りでは、終日1番ホームに到着した各駅停車が、2、3番ホームに到着または通過する特急、快速急行、急行（一部時間帯のみ）を退避するダイヤになっている。一方、上りでは、朝ラッシュ時間帯を除き、急行と快速急行の速達列車同士が接続する。基本的に急行が5番ホーム、快速急行が6番ホームに到着して接続が行われる。これは、急行の多くが多摩線唐木田から運転されるため、急行は5番ホームにしか入線できないためである。一部の各駅停車が特急を退避することもある。朝ラッシュ時は列車の詰まりを防止するため、5・6番ホームで交互発着し接続は行われない。
- 最も外側の1・6番ホームの線路と多摩線は配線の都合上、直接つながっていない。多摩線ホームの発車標

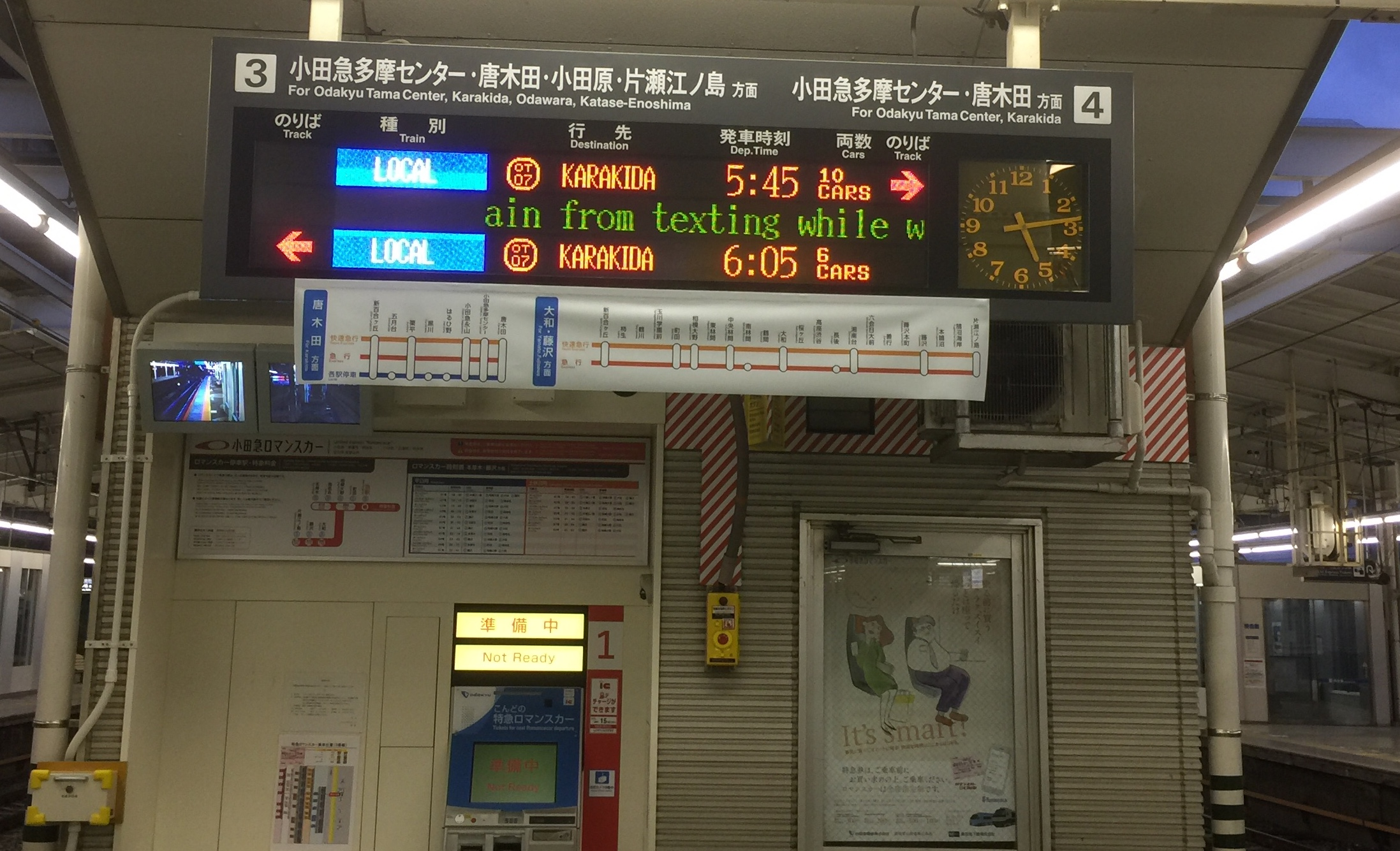
多摩線ホームの発車標

- 1番ホーム・3番ホーム・6番ホームに8両編成が、新宿方向引き上げ線には10両編成と6両編成がそれぞれ夜間留置される。
- 当駅において、小田原線方面の列車の種別変更が早朝や夜間に多数行われる。

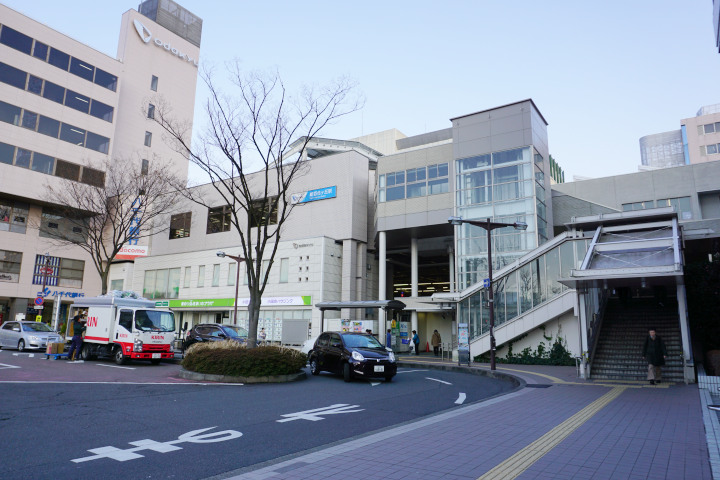
改修後の北口（2017年3月）
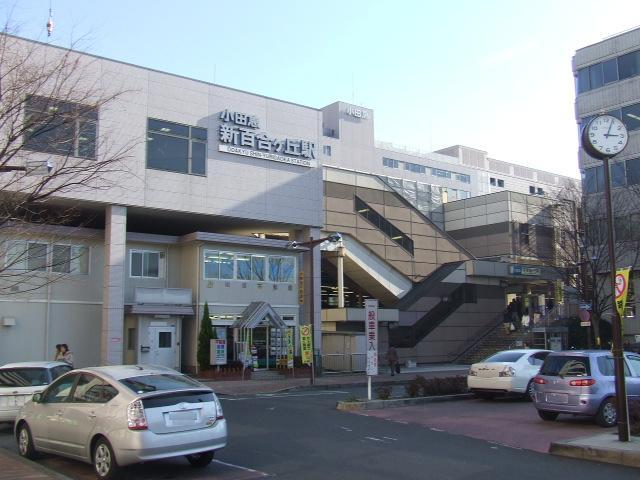
改修前の北口（2007年2月26日）
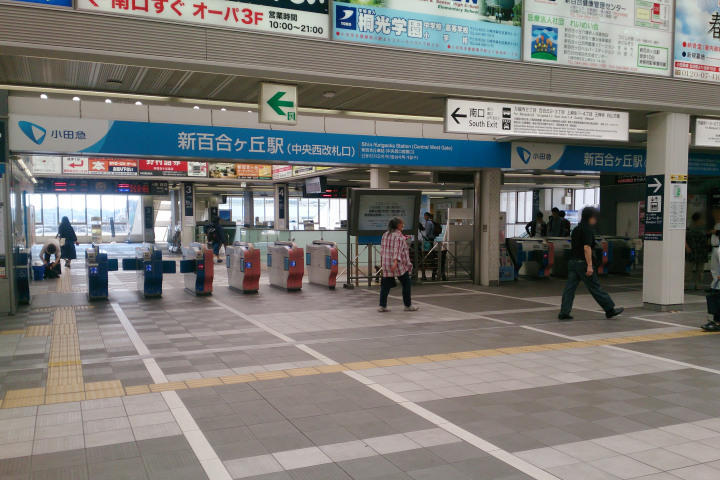
2017年現在の「中央西改札口」
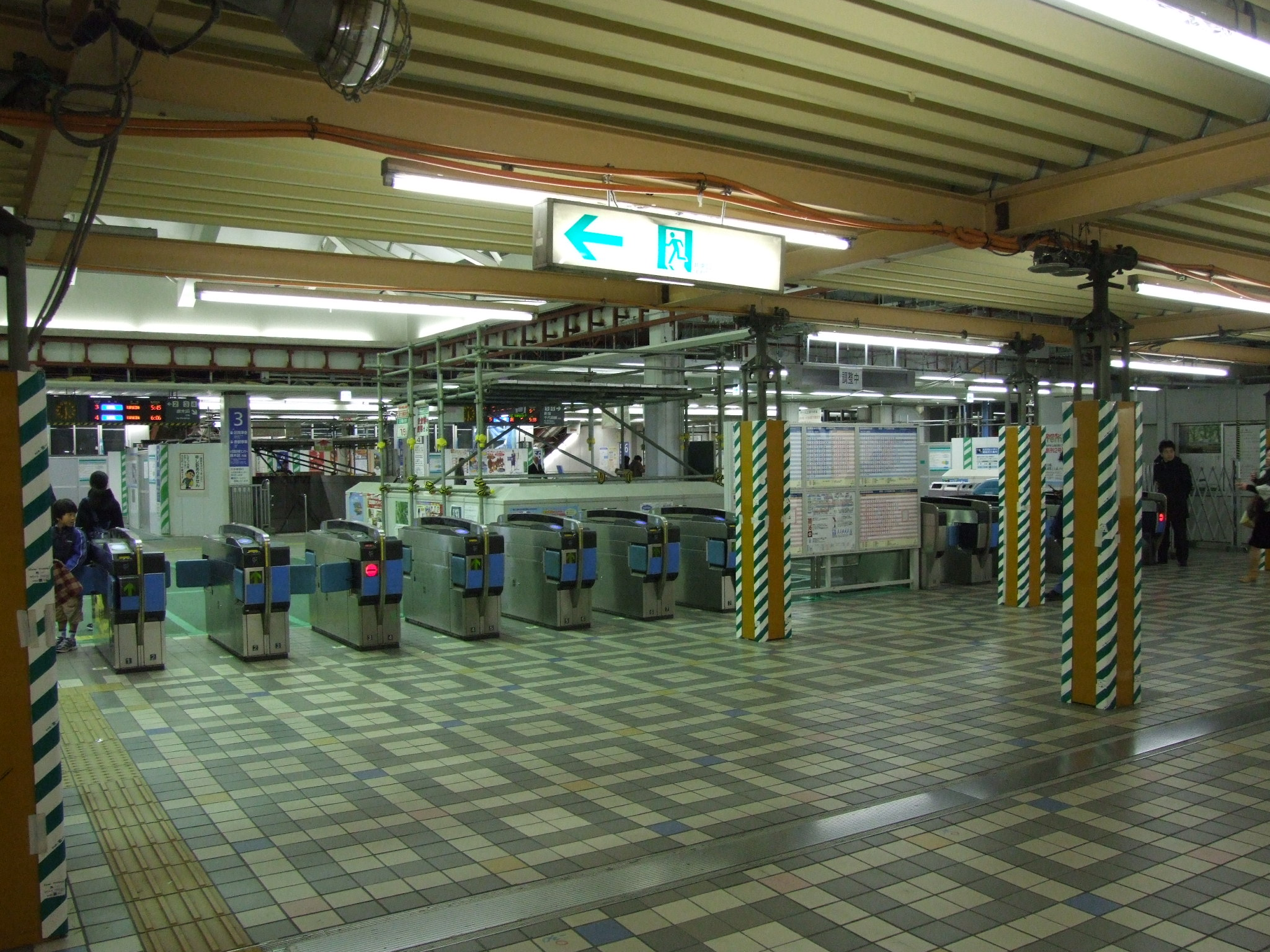
2007年11月時点の改札口。2008年3月1日より「中央西改札口」に変更。
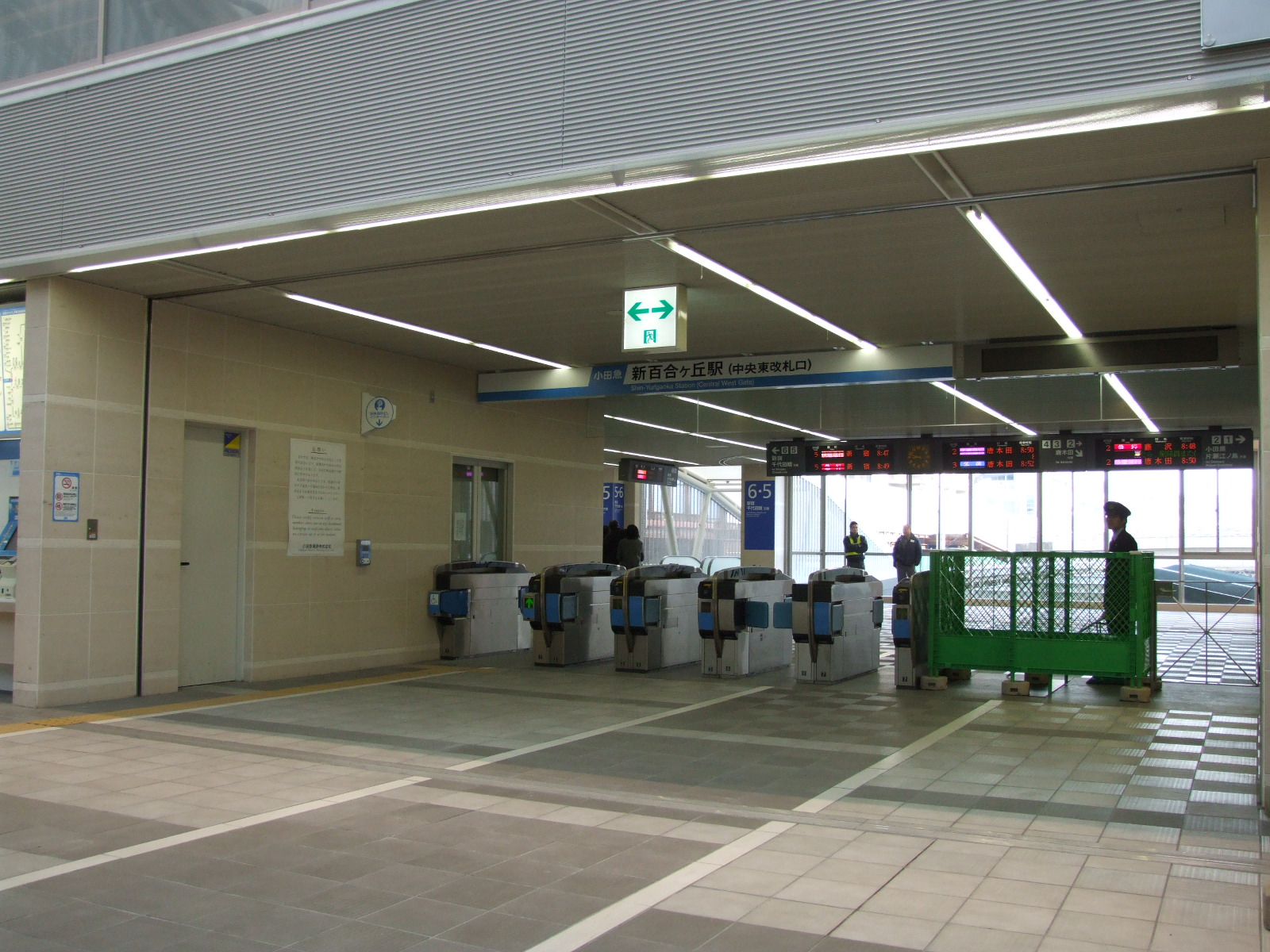
2008年3月1日に開設された「中央東改札口」（2008年3月）
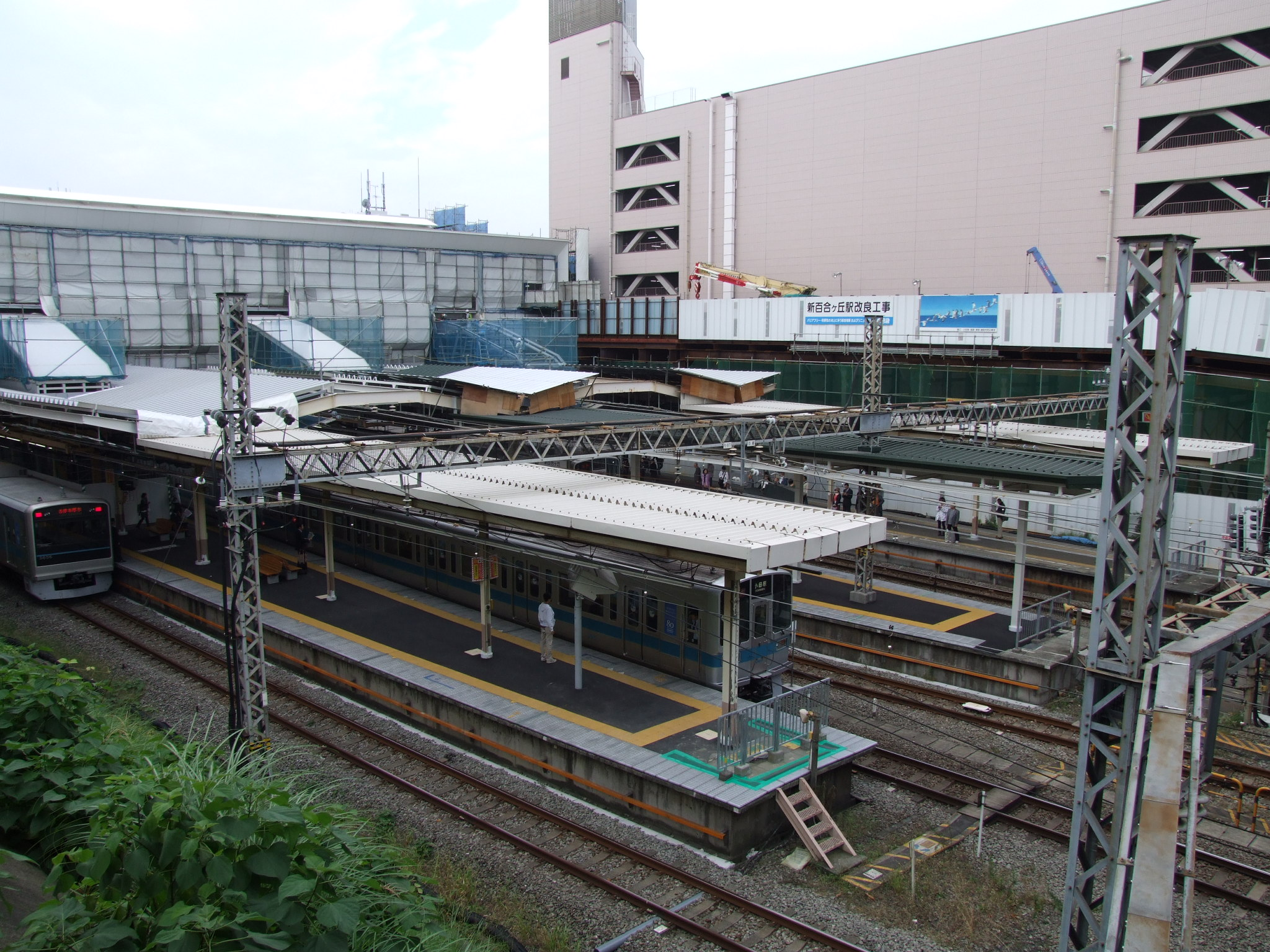
手前より、1・2、3・4、5・6番ホーム（2007年11月）
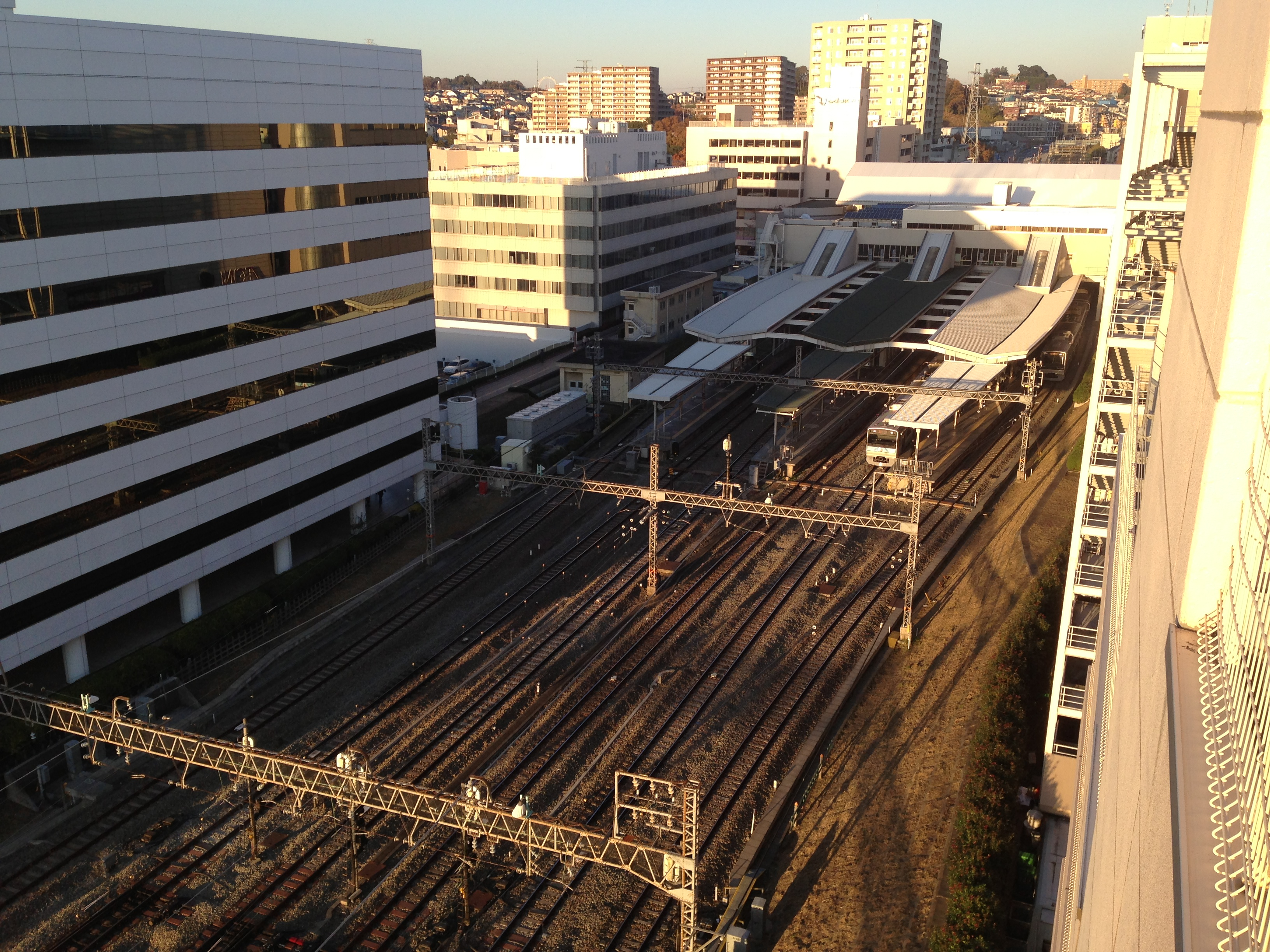
駅全景（2012年12月）

### 駅改良工事
2005年9月から2008年まで駅改良工事が行われていた。この改良工事で新宿方面に駅舎を増築し、増築部分にはエレベーターや待合室・エスカレーター・多機能トイレ・商業施設・改札口などが設置された。既存駅舎についても天井や内壁、外壁、床、階段などが改修された。新宿寄りに増築された中央東改札口、各ホームへのエスカレーターについては2008年3月1日に使用を開始した。続いて、同年3月6日には増築部分に小田急マルシェとして工事前にいったん閉店していたOdakyu MART（コンビニエンスストア）、HOKUOが再開店、MINiPLA、TULLY'S COFFEE、THE BODY SHOP、カルディコーヒーファームなどが新規開店した。
- 工事開始前時点では、各ホームに階段3箇所と上りエスカレーター1箇所があり、エレベーターは設置されていなかった。
- 5・6番ホームのみエスカレーターは上り専用1基と時間帯によって進行方向が変わるものが1基存在する。

なお工事開始直後には、従来の屋根部分の板が撤去されてむき出しになったことから、当時取りざたされていたアスベスト問題に対する心配が利用客の間で出た。その後「アスベストを使用した断熱材は使用しておりません」という内容の看板が駅構内に掲示された。

## 利用状況
2024年度の1日平均乗降人員は114,816人である。小田急電鉄の駅の中では第10位。2019年度に相模大野駅を上回ったが、2022年度以降は相模大野駅が新百合ヶ丘駅を再び上回っている。
近年の1日平均乗降・乗車人員の推移は下表の通り。
| 年度               | 1日平均 乗降人員 | 1日平均 乗車人員 | 出典     |
| ------------------ | ---------------- | ---------------- | -------- |
| 1975年（昭和50年） | 14,054           |                  |          |
| 1980年（昭和55年） | 23,016           |                  |          |
| 1982年（昭和57年） | 24,662           |                  |          |
| 1985年（昭和60年） | 38,139           |                  |          |
| 1990年（平成02年） | 69,548           |                  |          |
| 1995年（平成07年） | 84,342           | 45,260           | [ * 1 ]  |
| 1996年（平成08年） |                  | 44,902           |          |
| 1997年（平成09年） |                  | 46,816           |          |
| 1998年（平成10年） |                  | 50,657           | [ * 2 ]  |
| 1999年（平成11年） |                  | 50,832           | [ * 3 ]  |
| 2000年（平成12年） | 99,791           | 51,667           | [ * 3 ]  |
| 2001年（平成13年） |                  | 52,252           | [ * 4 ]  |
| 2002年（平成14年） |                  | 51,903           | [ * 5 ]  |
| 2003年（平成15年） | 103,382          | 52,796           | [ * 6 ]  |
| 2004年（平成16年） | 105,055          | 53,496           | [ * 7 ]  |
| 2005年（平成17年） | 106,525          | 54,194           | [ * 8 ]  |
| 2006年（平成18年） | 108,803          | 60,843           | [ * 9 ]  |
| 2007年（平成19年） | 116,812          | 59,187           | [ * 10 ] |
| 2008年（平成20年） | 120,516          | 60,977           | [ * 11 ] |
| 2009年（平成21年） | 121,705          | 61,561           | [ * 12 ] |
| 2010年（平成22年） | 121,119          | 61,174           | [ * 13 ] |
| 2011年（平成23年） | 120,483          | 60,358           | [ * 14 ] |
| 2012年（平成24年） | 122,763          | 61,980           | [ * 15 ] |
| 2013年（平成25年） | 124,499          | 62,169           | [ * 16 ] |
| 2014年（平成26年） | 123,894          | 62,896           | [ * 17 ] |
| 2015年（平成27年） | 124,747          | 62,880           | [ * 18 ] |
| 2016年（平成28年） | 125,659          | 63,263           | [ * 19 ] |
| 2017年（平成29年） | 126,772          | 63,809           | [ * 20 ] |
| 2018年（平成30年） | 128,565          | 64,701           | [ * 21 ] |
| 2019年（令和元年） | 128,155          | 64,473           | [ * 22 ] |
| 2020年（令和02年） | 91,516           | 40,372           | [ * 23 ] |
| 2021年（令和03年） | 99,225           |                  |          |
| 2022年（令和04年） | 108,661          |                  |          |
| 2023年（令和05年） | 112,951          |                  |          |
| 2024年（令和06年） | 114,816          |                  |          |

## 駅周辺

### 概説
| 1974年頃の当駅上空写真。まだ駅周辺にはほとんど施設はなかった。国土交通省 国土地理院 地図・空中写真閲覧サービスの空中写真を基に作成 |  | 1989年頃の当駅上空写真。駅周辺の開発が進んでいる。国土交通省 国土地理院 地図・空中写真閲覧サービスの空中写真を基に作成 |
| 1974年頃の当駅上空写真。まだ駅周辺にはほとんど施設はなかった。国土交通省 国土地理院 地図・空中写真閲覧サービスの空中写真を基に作成 |  | 1989年頃の当駅上空写真。駅周辺の開発が進んでいる。国土交通省 国土地理院 地図・空中写真閲覧サービスの空中写真を基に作成 |

開業当初は丘陵の中にある駅といった状態だったが、その後、川崎市麻生区の拠点または川崎市の北部副都心として発展し、駅開業から20年で利用者が7倍以上にまで増加した。1998年度に建設省（現：国土交通省）の都市景観100選を受賞した。
当駅周辺が開発されるようになった経緯には、小田急電鉄による多摩線沿線の開発があった。多摩丘陵の市街化圧力が強まるなか、スプロール化を未然に防止するために、小田急が地元と一体となって1970年代頃に計画され、当駅周辺も「西百合ヶ丘地区」として土地区画整理事業が行われることになった。当初は小田急が主導して区画整理組合が設立される予定であったが、川崎市の「新都心」という位置づけのもと、川崎市が組合を設立し「川崎都市計画新百合丘駅周辺特定土地区画整理事業」が施行されることになった。この土地区画整理事業では、乱開発の防止という目的だけでなく「農家の生活の安定を図るために時代の要請に適応した新しい地域社会を建設する」ことも狙いとしていた。土地区画整理事業の施行後は、しばらく「上物建設マスタープラン」および「商業・業務マスタープラン」を指針としていたが、1987年に商業・業務地区を中心に地区計画が決定された。
商業施設としては、発展の途上であった1983年に南口の核テナントとして西武セゾングループの進出が決定され、現行のイオンスタイル新百合ヶ丘が建っている所には西武百貨店を主体としたショッピングセンター、新百合丘OPAが建っている所には西武セゾングループ運営のホテルがそれぞれ建設される予定であったが、バブル崩壊による西武セゾングループの不振や駅周辺の道路整備が十分ではなかったなどの理由で、1994年に進出を撤回した。その後新百合ヶ丘エルミロードと新百合ヶ丘サティ・ビブレ（現在のイオンスタイル新百合ヶ丘）が完成してからは急激に発展し、周辺道路の交通状況は悪化した。
2000年代に入り、駅前には多くの施設が進出し、南口のあさひ銀行（現・りそな銀行）グランド跡地には昭和音楽大学が2007年4月1日に厚木市より移転して開校した。北口から3分程歩いた所の丘陵地帯では新たに「万福寺土地区画整理事業」が施行され、2007年に「新百合山手」として街開きし、大規模マンションや住宅、文化・医療施設が次々と建設されている。
町内会が街の美化を図っており、駅周辺では風俗営業を禁止している。このため、中規模の商圏を形成する市街地を駅前に擁しているにもかかわらず、遊技場（パチンコ店）は一店のみに留まっている。

### 商業施設
- イオンスタイル新百合ヶ丘
- 新百合丘OPA（地下1階〜6階）
  - 無印良品（3階）
  - ABC-MART（4階）
  - BOOK-OFF（4階）
  - 京王アートマン（4階〜5階）
- 新百合ヶ丘エルミロード
  - イトーヨーカドー（1階〜2階）
  - Odakyu OX MART 新百合ヶ丘店（地下1階）
  - 山野楽器（3階）
  - ダイソー（4階）
  - 有隣堂（4階）
  - ユニクロ
- アコルデ新百合ヶ丘
  - ハックドラッグ（南館2階〜3階）
  - キャン・ドゥ（北館1階）
  - マツモトキヨシ（北館3階）
- ヤオコー 新百合ヶ丘店
  - セリア（別館）
- Odakyu OX 万福寺店
  - ハックドラッグ（2階）

### 映画館
- イオンシネマ新百合ヶ丘 - イオンスタイル新百合ヶ丘6階

### ホテル
- ホテルモリノ新百合丘 - 中島ビル7階〜9階(新百合丘OPA同ビル上階部分)

### 金融機関
- SMBC日興証券新百合ケ丘支店
- 横浜銀行新百合ヶ丘支店・百合ヶ丘支店
  - ※2021年12月6日より、百合ヶ丘支店が移転し共同店舗となる。
- 三菱UFJ銀行新百合ヶ丘支店・鶴川支店
- みずほ銀行新百合ヶ丘支店
- りそな銀行新百合ヶ丘支店
- 三井住友銀行新百合ヶ丘支店・柿生支店
  - ※2021年3月1日より、柿生支店が移転し共同店舗となる。
- 三井住友信託銀行新百合ヶ丘支店
- 川崎信用金庫新百合ヶ丘支店
- JAセレサ川崎新百合ヶ丘支店

### 郵便局
- 麻生郵便局
- 新百合ヶ丘郵便局 - コナミスポーツクラブ新百合ケ丘1F

### 公共施設
- 川崎市麻生区役所
- 麻生文化センター
  - 川崎市麻生市民館
  - 川崎市立麻生図書館
- 麻生スポーツセンター
- 神奈川県麻生警察署
- 川崎市麻生消防署
- 川崎西合同庁舎
  - 川崎西税務署
  - 東京出入国在留管理局横浜支局川崎出張所
- 川崎市アートセンター
- ハローワークプラザ新百合ヶ丘 - 新百合トウェンティワン内
- 神奈川県麻生県税事務所

### 学校
- 昭和音楽大学
- 日本映画大学
- 川崎市立麻生小学校
- 川崎市立麻生中学校
- 川崎市立南百合丘小学校
- かわさき青葉幼稚園

### 医療機関
- 医療法人社団三成会 新百合ヶ丘総合病院

### 本社を置く企業
- 小田急商事株式会社 - Odakyu OX万福寺店内
- アジア航測株式会社 - 新百合トウェンティワン内

### その他
- TVKハウジングプラザ新百合ヶ丘
- コナミスポーツクラブ新百合ケ丘
- ティップネス新百合ヶ丘店 - 新百合ヶ丘エルミロード7階
- イトマンスイミングスクール新百合ヶ丘校
- レオーダ新百合ヶ丘

## バス路線

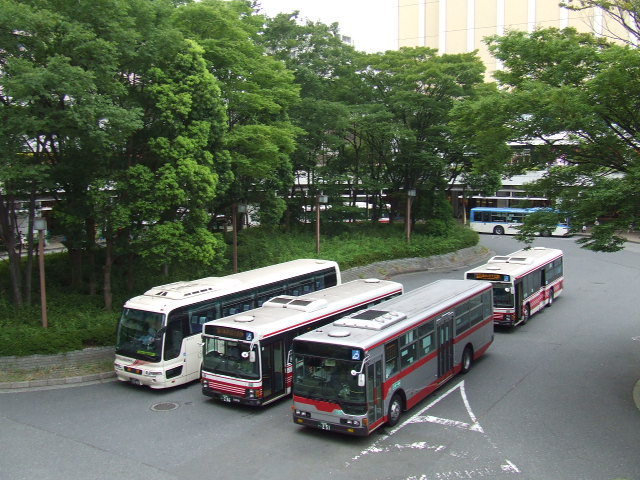
新百合ヶ丘駅南口バス乗り場（2007年9月）

駅南口ロータリーに乗り入れる路線バスの運行は、小田急バス、川崎市交通局、京浜急行バスの3社局である。2020年4月15日までは空港連絡バスで京成バスが、2023年8月31日までは一般路線で東急バスがそれぞれ乗り入れていた。発着路線の詳細については各営業所記事を参照されたい。
| 乗場 | 系統     | 主要経由地                                                                   | 行先                                | 運行事業者    |
| ---- | -------- | ---------------------------------------------------------------------------- | ----------------------------------- | ------------- |
| 1番  | 降車専用 | 降車専用                                                                     | 降車専用                            | 降車専用      |
| 2番  | 新12     | 山口台中央・日本映画大学・王禅寺口                                           | 鷲ヶ峰営業所                        | ■市バス       |
| 2番  | 新13     | 日生住宅・王禅寺口・白山神社                                                 | 新百合ヶ丘駅 （【循環】午前便のみ） | ■市バス       |
| 2番  | 新13     | 白山神社・王禅寺口・日生住宅                                                 | 新百合ヶ丘駅 （【循環】午後便のみ） | ■市バス       |
| 2番  | 溝11     | 山口台中央・日本映画大学・ 田園調布学園大学前・蔵敷・ 向丘出張所・森林公園前 | 溝口駅南口                          | ■市バス       |
| 3番  | 新02     | 千代ヶ丘一丁目                                                               | 千代ヶ丘                            | ■小田急       |
| 3番  | 新02     | 千代ヶ丘一丁目・千代ヶ丘                                                     | 生田折返場 （本数少）               | ■小田急       |
| 3番  | 新09     | 千代ヶ丘一丁目・千代ヶ丘・金程                                               | 新百合ヶ丘駅 （【循環】夜間便のみ） | ■小田急       |
| 3番  | 新26     | （直行）                                                                     | 新百合ヶ丘総合病院                  | ■小田急       |
| 4番  | 新03     | 下平尾・金程                                                                 | 千代ヶ丘                            | ■小田急       |
| 4番  | 新03     | 下平尾・金程・千代ヶ丘                                                       | 生田折返場 （本数少）               | ■小田急       |
| 4番  | 新04     | 下平尾・金程                                                                 | 向原                                | ■小田急       |
| 4番  | 新07     | 下平尾・金程・千代ヶ丘                                                       | よみうりランド                      | ■小田急       |
| 4番  | 系統なし | 百合ヶ丘駅入口・高石                                                         | 生田折返場 （入庫便）               | ■小田急       |
| 5番  | 新01     | 下平尾                                                                       | 平尾団地                            | ■小田急       |
| 5番  | 稲02     | 下平尾・平尾団地・駒沢学園（一部通過）                                       | 稲城駅                              | ■小田急       |
| 5番  | 新05     | 下平尾・平尾団地・駒沢学園（一部通過）・稲城駅                               | 稲城市立病院                        | ■小田急       |
| 5番  | 新06     | 下平尾・平尾団地                                                             | 駒沢学園 （直行便あり）             | ■小田急       |
| 5番  | 新08     | 下平尾・平尾団地・ソコラ若葉台                                               | 若葉台駅                            | ■小田急       |
| 6番  | 新10     | 山口台中央・日本映画大学・白山神社                                           | 新ゆりグリーンタウン                | ■小田急       |
| 6番  | 新15     | 山口台中央・日本映画大学・白山北緑地前                                       | 大谷                                | ■小田急       |
| 6番  | 新18     | 山口台中央・日本映画大学・白山北緑地前・ 大谷・真福寺                        | 新百合ヶ丘駅 （【循環】夜間便のみ） | ■小田急       |
| 6番  | 百02     | 山口台中央・真福寺・大谷                                                     | 百合ヶ丘駅                          | ■小田急       |
| 7番  | 新17     | 山口台中央・白山北緑地前・ 中の台・西長沢                                    | 聖マリアンナ医科大学                | ■小田急       |
| 7番  | 新19     | 山口台中央・日本映画大学・白山北緑地前                                       | 田園調布学園大学 （午後便のみ）     | ■小田急       |
| 7番  | 新20     | 山口台中央・吹込                                                             | 田園調布学園大学 （午前便のみ）     | ■小田急       |
| 7番  | 新25     | 山口台中央・吹込・田園調布学園大学前・稗原                                   | たまプラーザ駅                      | ■小田急       |
| 8番  | 空港     |                                                                              | 羽田空港                            | ■小田急 ■京急 |
| 8番  | 空港     |                                                                              | 成田空港                            | ■小田急       |
| 9番  | 新21     | 山口台中央・真福寺・もみの木台                                               | あざみ野ガーデンズ （本数少）       | ■小田急       |
| 9番  | 新23     | 山口台中央・真福寺・もみの木台                                               | あざみ野駅                          | ■小田急       |

市バスの臨時バス「快速ミューザ」は当駅を終点としている（逆方向の川崎駅行きはない）。
新百合ヶ丘駅入口
駅北口から徒歩5分ほどの路上に設置され、小田急バスの一部路線が停車する。
- 新02系統 - 千代ヶ丘一丁目経由 千代ヶ丘行・生田折返場行、新百合ヶ丘駅行
- 系統なし - 高石経由 生田折返場行、新百合ヶ丘駅行 ※生田折返場の出入庫便

## 将来の計画

### 複々線化事業
登戸駅から当駅までの複々線化事業が基本計画として構想されているが（登戸から向ヶ丘遊園は現在でも3線）、実現の目処は立っていない。

### 横浜市営地下鉄ブルーラインの乗り入れ
横浜市営地下鉄ブルーラインには、あざみ野駅から横浜市青葉区のすすき野付近まで延伸し、最終的に新百合ヶ丘駅まで延伸する運輸政策審議会答申第18号計画がある。国土交通省では、あざみ野 - すすき野間を2015年度までに開業すべき路線、すすき野 - 新百合ヶ丘間を同年度までに整備に着手すべき路線として挙げられている。横浜市の交通事業の再建問題との兼ね合いにより具体化は難航していたが、同市の2014年度予算案にブルーラインの延伸調査費が盛り込まれることになった。
2018年12月31日、横浜市はブルーラインをあざみ野駅から当駅まで延伸する方針を固めたことが発表された。2030年頃の開業を見込んでおり、完成すると当駅 - 新横浜駅間は、小田急小田原線町田駅乗り換えで約35分かかっていたところを、乗り換えなしで結ばれ約8分程度移動時間が短縮されて28分程度になる見込み。

## その他
- 当駅から川崎駅に至る路線として川崎縦貫高速鉄道の開業が計画されていたが、2015年7月16日に計画休止が決定した[18][19]。
- パスネットの印字は以下の通りとなっていた。
  - 入場時：「新百合丘」
  - 出場時：「新百」

## 隣の駅
小田急電鉄
 小田原線
- □特急ロマンスカー「はこね」「さがみ」「モーニングウェイ」「メトロモーニングウェイ」一部停車駅、「ホームウェイ」「メトロホームウェイ」「えのしま」「ふじさん」全停車駅

■快速急行
登戸駅 (OH 18) - 新百合ヶ丘駅 (OH 23) - 町田駅 (OH 27)
■急行
向ヶ丘遊園駅 (OH 19) - 新百合ヶ丘駅 (OH 23) - 町田駅 (OH 27)
□通勤急行（平日朝上りのみ運転、多摩線始発のみの設定）
向ヶ丘遊園駅 (OH 19) ← 新百合ヶ丘駅 (OH 23) ← 栗平駅（OT02）
□通勤準急・■準急・■各駅停車（通勤準急は平日朝上りのみ、準急は平日夜下りのみ運転）
百合ヶ丘駅 (OH 22) - 新百合ヶ丘駅 (OH 23) - 柿生駅 (OH 24)
 多摩線
■快速急行
登戸駅 (OH 18)（小田原線） - 新百合ヶ丘駅 (OH 23) - 栗平駅 (OT 02)
□通勤急行（平日朝上りのみ運転）
向ヶ丘遊園駅 (OH 19)（小田原線） - 新百合ヶ丘駅 (OH 23) - 栗平駅 (OT 02)
■急行（多摩線内は各駅に停車）
向ヶ丘遊園駅 (OH 19)（小田原線） - 新百合ヶ丘駅 (OH 23) - 五月台駅 (OT 01)
■各駅停車
百合ヶ丘駅 (OH 22)（小田原線） - 新百合ヶ丘駅 (OH 23) -  五月台駅 (OT 01)

## エピソード
『太陽にほえろ!』第94話「裏切り」(1974年5月3日放送)で、ゴリさん（竜雷太）が犯人を追跡、格闘の末逮捕するシーンの舞台として、建設途中の本駅が登場している。この回では、横領犯人を江ノ島から新宿まで護送するシーンの撮影にもロマンスカー（3000形SSE車）が登場し、また当時の新原町田駅の様子も収録されている。
また、TBSで放映されていた『ひと夏のラブレター』のロケも行われていた。